# Tonnage
Tonnage er et skibsteknisk udtryk for vægt- og rumfangsenheder, som bliver anvendt som beregningsgrundlag for fartøjers lasteevne, vægt, skibstyper og klassifikation (klassifikationsselskab).
Vægttonnage måles i tons, mens rumtonnage måles i registertons. Tonnagen har sin oprindelse i den Internationale Konvention om Tonnagemåling af Skibe, der blev vedtaget af International Maritime Organization i 1969 og trådte i kraft i 1982.